# Coupe Davis 1960
Pour un article plus général, voir Coupe Davis.
Navigation
Édition précédente Édition suivante
La Coupe Davis 1960 est la 49e édition de ce tournoi de tennis professionnel masculin par nations. Les rencontres se déroulent du 4 avril au 28 décembre dans différents lieux.
L'Australie (tenante du titre) remporte son 16e saladier d'argent grâce à sa victoire lors du "Challenge Round" face à l'Italie par quatre victoires à une.

## Contexte
Le tournoi se déroule au préalable dans les tours préliminaires des zones continentales. Un total de 41 nations participent à la compétition :
- 6 dans la "Zone Amérique",
- 6 dans la "Zone Est" (incluant l'Asie et l'Océanie),
- 28 dans la "Zone Europe" (incluant l'Afrique),
- plus l'Australie ayant remporté l'édition précédente, ainsi qualifiée pour le "Challenge round".

## Résultats

### Tableau du top 16 mondial
|  | Huitièmes de finale Plusieurs dates                                                        | Huitièmes de finale Plusieurs dates                                                |             |                                                | Quarts de finale Plusieurs dates                                           | Quarts de finale Plusieurs dates                                           |   |  | Demi-finales Plusieurs dates                                      | Demi-finales Plusieurs dates                                      |  |  | Finale du tout venant 9 - 12 décembre    | Finale du tout venant 9 - 12 décembre    |
|  | Huitièmes de finale Plusieurs dates                                                        | Huitièmes de finale Plusieurs dates                                                |             |                                                | Quarts de finale Plusieurs dates                                           | Quarts de finale Plusieurs dates                                           |   |  | Demi-finales Plusieurs dates                                      | Demi-finales Plusieurs dates                                      |  |  | Finale du tout venant 9 - 12 décembre    | Finale du tout venant 9 - 12 décembre    |
|  |                                                                                            |                                                                                    |             |                                                |                                                                            |                                                                            |   |  |                                                                   |                                                                   |  |  |                                          |                                          |
|  | Quart de finale Europe (10 - 12 juin) Turin, Italie (terre battue ext.)                    | Quart de finale Europe (10 - 12 juin) Turin, Italie (terre battue ext.)            |             |                                                | Demi-finale Europe (15 - 17 juillet) Londres, Grande-Bretagne (gazon ext.) | Demi-finale Europe (15 - 17 juillet) Londres, Grande-Bretagne (gazon ext.) |   |  | Finale Europe (29 - 31 juillet) Båstad, Suède (terre battue ext.) | Finale Europe (29 - 31 juillet) Båstad, Suède (terre battue ext.) |  |  | Inter-zone Perth, Australie (gazon ext.) | Inter-zone Perth, Australie (gazon ext.) |
|  | Quart de finale Europe (10 - 12 juin) Turin, Italie (terre battue ext.)                    | Quart de finale Europe (10 - 12 juin) Turin, Italie (terre battue ext.)            |             |                                                | Demi-finale Europe (15 - 17 juillet) Londres, Grande-Bretagne (gazon ext.) | Demi-finale Europe (15 - 17 juillet) Londres, Grande-Bretagne (gazon ext.) |   |  | Finale Europe (29 - 31 juillet) Båstad, Suède (terre battue ext.) | Finale Europe (29 - 31 juillet) Båstad, Suède (terre battue ext.) |  |  | Inter-zone Perth, Australie (gazon ext.) | Inter-zone Perth, Australie (gazon ext.) |
|  | Italie                                                                                     | 3                                                                                  |             |                                                | Demi-finale Europe (15 - 17 juillet) Londres, Grande-Bretagne (gazon ext.) | Demi-finale Europe (15 - 17 juillet) Londres, Grande-Bretagne (gazon ext.) |   |  | Finale Europe (29 - 31 juillet) Båstad, Suède (terre battue ext.) | Finale Europe (29 - 31 juillet) Båstad, Suède (terre battue ext.) |  |  | Inter-zone Perth, Australie (gazon ext.) | Inter-zone Perth, Australie (gazon ext.) |
|  | Italie                                                                                     | 3                                                                                  |             |                                                | Demi-finale Europe (15 - 17 juillet) Londres, Grande-Bretagne (gazon ext.) | Demi-finale Europe (15 - 17 juillet) Londres, Grande-Bretagne (gazon ext.) |   |  | Finale Europe (29 - 31 juillet) Båstad, Suède (terre battue ext.) | Finale Europe (29 - 31 juillet) Båstad, Suède (terre battue ext.) |  |  | Inter-zone Perth, Australie (gazon ext.) | Inter-zone Perth, Australie (gazon ext.) |
|  | Chili                                                                                      | 2                                                                                  |             |                                                | Demi-finale Europe (15 - 17 juillet) Londres, Grande-Bretagne (gazon ext.) | Demi-finale Europe (15 - 17 juillet) Londres, Grande-Bretagne (gazon ext.) |   |  | Finale Europe (29 - 31 juillet) Båstad, Suède (terre battue ext.) | Finale Europe (29 - 31 juillet) Båstad, Suède (terre battue ext.) |  |  | Inter-zone Perth, Australie (gazon ext.) | Inter-zone Perth, Australie (gazon ext.) |
|  | Chili                                                                                      | 2                                                                                  | Italie      | 4                                              |                                                                            |                                                                            |   |  | Finale Europe (29 - 31 juillet) Båstad, Suède (terre battue ext.) | Finale Europe (29 - 31 juillet) Båstad, Suède (terre battue ext.) |  |  | Inter-zone Perth, Australie (gazon ext.) | Inter-zone Perth, Australie (gazon ext.) |
|  | Quart de finale Europe (10 - 12 juin) Scarborough, Grande-Bretagne (gazon ext.)            |                                                                                    | Italie      | 4                                              |                                                                            |                                                                            |   |  | Finale Europe (29 - 31 juillet) Båstad, Suède (terre battue ext.) | Finale Europe (29 - 31 juillet) Båstad, Suède (terre battue ext.) |  |  | Inter-zone Perth, Australie (gazon ext.) | Inter-zone Perth, Australie (gazon ext.) |
|  |                                                                                            | Grande-Bretagne                                                                    | 1           |                                                |                                                                            |                                                                            |   |  | Finale Europe (29 - 31 juillet) Båstad, Suède (terre battue ext.) | Finale Europe (29 - 31 juillet) Båstad, Suède (terre battue ext.) |  |  | Inter-zone Perth, Australie (gazon ext.) | Inter-zone Perth, Australie (gazon ext.) |
|  | Belgique                                                                                   | Grande-Bretagne                                                                    | 1           | 0                                              |                                                                            |                                                                            |   |  | Finale Europe (29 - 31 juillet) Båstad, Suède (terre battue ext.) | Finale Europe (29 - 31 juillet) Båstad, Suède (terre battue ext.) |  |  | Inter-zone Perth, Australie (gazon ext.) | Inter-zone Perth, Australie (gazon ext.) |
|  | Belgique                                                                                   | Demi-finale Europe (15 - 17 juillet) Båstad, Suède (terre battue ext.)             |             | 0                                              |                                                                            |                                                                            |   |  | Finale Europe (29 - 31 juillet) Båstad, Suède (terre battue ext.) | Finale Europe (29 - 31 juillet) Båstad, Suède (terre battue ext.) |  |  | Inter-zone Perth, Australie (gazon ext.) | Inter-zone Perth, Australie (gazon ext.) |
|  | Grande-Bretagne                                                                            | 5                                                                                  |             |                                                |                                                                            |                                                                            |   |  | Finale Europe (29 - 31 juillet) Båstad, Suède (terre battue ext.) | Finale Europe (29 - 31 juillet) Båstad, Suède (terre battue ext.) |  |  | Inter-zone Perth, Australie (gazon ext.) | Inter-zone Perth, Australie (gazon ext.) |
|  | Grande-Bretagne                                                                            | 5                                                                                  | Italie      | 3                                              |                                                                            |                                                                            |   |  |                                                                   |                                                                   |  |  | Inter-zone Perth, Australie (gazon ext.) | Inter-zone Perth, Australie (gazon ext.) |
|  | Quart de finale Europe (10 - 12 juin) Paris, France (terre battue ext.)                    |                                                                                    | Italie      | 3                                              |                                                                            |                                                                            |   |  |                                                                   |                                                                   |  |  | Inter-zone Perth, Australie (gazon ext.) | Inter-zone Perth, Australie (gazon ext.) |
|  |                                                                                            | Suède                                                                              | 2           |                                                |                                                                            |                                                                            |   |  |                                                                   |                                                                   |  |  | Inter-zone Perth, Australie (gazon ext.) | Inter-zone Perth, Australie (gazon ext.) |
|  | France                                                                                     | Suède                                                                              | 2           | 5                                              |                                                                            |                                                                            |   |  |                                                                   |                                                                   |  |  | Inter-zone Perth, Australie (gazon ext.) | Inter-zone Perth, Australie (gazon ext.) |
|  | France                                                                                     | Inter-zone (22 - 24 novembre) Brisbane, Australie (gazon ext.)                     |             | 5                                              |                                                                            |                                                                            |   |  |                                                                   |                                                                   |  |  | Inter-zone Perth, Australie (gazon ext.) | Inter-zone Perth, Australie (gazon ext.) |
|  | Danemark                                                                                   | 0                                                                                  |             |                                                |                                                                            |                                                                            |   |  |                                                                   |                                                                   |  |  | Inter-zone Perth, Australie (gazon ext.) | Inter-zone Perth, Australie (gazon ext.) |
|  | Danemark                                                                                   | 0                                                                                  | France      | 2                                              |                                                                            |                                                                            |   |  |                                                                   |                                                                   |  |  | Inter-zone Perth, Australie (gazon ext.) | Inter-zone Perth, Australie (gazon ext.) |
|  | Quart de finale Europe (10 - 12 juin) Düsseldorf, Allemagne de l'Ouest (terre battue ext.) |                                                                                    | France      | 2                                              |                                                                            |                                                                            |   |  |                                                                   |                                                                   |  |  | Inter-zone Perth, Australie (gazon ext.) | Inter-zone Perth, Australie (gazon ext.) |
|  |                                                                                            | Suède                                                                              | 3           |                                                |                                                                            |                                                                            |   |  |                                                                   |                                                                   |  |  | Inter-zone Perth, Australie (gazon ext.) | Inter-zone Perth, Australie (gazon ext.) |
|  | Allemagne de l'Ouest                                                                       | Suède                                                                              | 3           | 1                                              |                                                                            |                                                                            |   |  |                                                                   |                                                                   |  |  | Inter-zone Perth, Australie (gazon ext.) | Inter-zone Perth, Australie (gazon ext.) |
|  | Allemagne de l'Ouest                                                                       | Finale Amériques (16 - 18 septembre) Cleveland, OH, États-Unis (terre battue ext.) |             | 1                                              |                                                                            |                                                                            |   |  |                                                                   |                                                                   |  |  | Inter-zone Perth, Australie (gazon ext.) | Inter-zone Perth, Australie (gazon ext.) |
|  | Suède                                                                                      | 4                                                                                  |             |                                                |                                                                            |                                                                            |   |  |                                                                   |                                                                   |  |  | Inter-zone Perth, Australie (gazon ext.) | Inter-zone Perth, Australie (gazon ext.) |
|  | Suède                                                                                      | 4                                                                                  | Italie      | 3                                              |                                                                            |                                                                            |   |  |                                                                   |                                                                   |  |  |                                          |                                          |
|  | Finale Am. Nord et Centre (6 - 9 août) Mexico, Mexique (terre battue ext.)                 |                                                                                    | Italie      | 3                                              |                                                                            |                                                                            |   |  |                                                                   |                                                                   |  |  |                                          |                                          |
|  |                                                                                            | États-Unis                                                                         | 2           |                                                |                                                                            |                                                                            |   |  |                                                                   |                                                                   |  |  |                                          |                                          |
|  | Mexique                                                                                    | États-Unis                                                                         | 2           | 2                                              |                                                                            |                                                                            |   |  |                                                                   |                                                                   |  |  |                                          |                                          |
|  | Mexique                                                                                    |                                                                                    |             | 2                                              |                                                                            |                                                                            |   |  |                                                                   |                                                                   |  |  |                                          |                                          |
|  | États-Unis                                                                                 | 3                                                                                  |             |                                                |                                                                            |                                                                            |   |  |                                                                   |                                                                   |  |  |                                          |                                          |
|  | États-Unis                                                                                 | 3                                                                                  | États-Unis  | 5                                              |                                                                            |                                                                            |   |  |                                                                   |                                                                   |  |  |                                          |                                          |
|  | Finale Amérique du Sud (22 - 24 juillet) Caracas, Venezuela (???)                          |                                                                                    | États-Unis  | 5                                              |                                                                            |                                                                            |   |  |                                                                   |                                                                   |  |  |                                          |                                          |
|  |                                                                                            | Venezuela                                                                          | 0           |                                                |                                                                            |                                                                            |   |  |                                                                   |                                                                   |  |  |                                          |                                          |
|  | Venezuela                                                                                  | Venezuela                                                                          | 0           | 3                                              |                                                                            |                                                                            |   |  |                                                                   |                                                                   |  |  |                                          |                                          |
|  | Venezuela                                                                                  | Finale Est (27 - 29 mai) Manille, Philippines (???)                                |             | 3                                              |                                                                            |                                                                            |   |  |                                                                   |                                                                   |  |  |                                          |                                          |
|  | Nouvelle-Zélande                                                                           | 2                                                                                  |             |                                                |                                                                            |                                                                            |   |  |                                                                   |                                                                   |  |  |                                          |                                          |
|  | Nouvelle-Zélande                                                                           | 2                                                                                  | États-Unis  | 5                                              |                                                                            |                                                                            |   |  |                                                                   |                                                                   |  |  |                                          |                                          |
|  | Finale Est (22 - 24 avril) Manille, Philippines (???)                                      |                                                                                    | États-Unis  | 5                                              |                                                                            |                                                                            |   |  |                                                                   |                                                                   |  |  |                                          |                                          |
|  |                                                                                            | Philippines                                                                        | 0           |                                                |                                                                            |                                                                            |   |  |                                                                   |                                                                   |  |  |                                          |                                          |
|  | Philippines                                                                                | Philippines                                                                        | 0           | 3                                              |                                                                            |                                                                            |   |  |                                                                   |                                                                   |  |  |                                          |                                          |
|  | Philippines                                                                                |                                                                                    |             | 3                                              |                                                                            |                                                                            |   |  |                                                                   |                                                                   |  |  |                                          |                                          |
|  | Japon                                                                                      | 2                                                                                  |             | Challenge round 26 - 28 décembre               | Challenge round 26 - 28 décembre                                           |                                                                            |   |  |                                                                   |                                                                   |  |  |                                          |                                          |
|  | Japon                                                                                      | 2                                                                                  | Philippines | Challenge round 26 - 28 décembre               | Challenge round 26 - 28 décembre                                           | 3                                                                          |   |  |                                                                   |                                                                   |  |  |                                          |                                          |
|  | Finale Est (22 - 24 avril) Bangkok, Thaïlande (???)                                        | Finale Est (22 - 24 avril) Bangkok, Thaïlande (???)                                | Philippines | Challenge round Sydney, Australie (gazon ext.) | Challenge round Sydney, Australie (gazon ext.)                             | 3                                                                          |   |  |                                                                   |                                                                   |  |  |                                          |                                          |
|  | Finale Est (22 - 24 avril) Bangkok, Thaïlande (???)                                        | Finale Est (22 - 24 avril) Bangkok, Thaïlande (???)                                |             | Challenge round Sydney, Australie (gazon ext.) | Challenge round Sydney, Australie (gazon ext.)                             | Inde                                                                       | 0 |  |                                                                   |                                                                   |  |  |                                          |                                          |
|  | Inde                                                                                       | 5                                                                                  | Australie   | 4                                              |                                                                            | Inde                                                                       | 0 |  |                                                                   |                                                                   |  |  |                                          |                                          |
|  | Inde                                                                                       | 5                                                                                  | Australie   | 4                                              |                                                                            |                                                                            |   |  |                                                                   |                                                                   |  |  |                                          |                                          |
|  | Thaïlande                                                                                  | 0                                                                                  |             | Italie                                         | 1                                                                          |                                                                            |   |  |                                                                   |                                                                   |  |  |                                          |                                          |
|  | Thaïlande                                                                                  | 0                                                                                  |             | Italie                                         | 1                                                                          |                                                                            |   |  |                                                                   |                                                                   |  |  |                                          |                                          |

### Matchs détaillés

#### Finale du tout venant
| | États-Unis | 2                               | - | 3  | Italie |    |    |
| --- | ---------- | ------------------------------- | - | -- | ------ | -- | -- |
| Royal King's Park T.C., Perth, Australie |            |                                 |   |    |        |    |    |
| du 9 au 12 décembre 1960 sur gazon (ext.) |            |                                 |   |    |        |    |    |
| \| 1 \| \| Butch Buchholz \| 6 \| 7 \| 11 \| 6 \| \| \| 1 \| \| Orlando Sirola \| 8 \| 5 \| 9 \| 2 \| \| \| 2 \| \| Barry MacKay \| 8 \| 3 \| 8 \| 8 \| 13 \| \| 2 \| \| Nicola Pietrangeli \| 6 \| 6 \| 10 \| 6 \| 11 \| \| 3 \| \| Butch Buchholz - Chuck McKinley \| 6 \| 8 \| 4 \| 11 \| \| \| 3 \| \| N. Pietrangeli - O. Sirola \| 3 \| 10 \| 6 \| 13 \| \| \| \| \| \| \| \| \| \| \| \| 4 \| \| Butch Buchholz \| 1 \| 2 \| 8 \| 6 \| 4 \| \| 4 \| \| Nicola Pietrangeli \| 6 \| 6 \| 6 \| 3 \| 6 \| \| \| \| \| \| \| \| \| \| \| 5 \| \| Barry MacKay \| 7 \| 3 \| 6 \| \| \| \| 5 \| \| Orlando Sirola \| 9 \| 6 \| 8 \| \| \| \| \| \| \| \| \| \| \| \| |            |                                 |   |    |        |    |    |
| 1 |            | Butch Buchholz                  | 6 | 7  | 11     | 6  |    |
| 1 |            | Orlando Sirola                  | 8 | 5  | 9      | 2  |    |
| 2 |            | Barry MacKay                    | 8 | 3  | 8      | 8  | 13 |
| 2 |            | Nicola Pietrangeli              | 6 | 6  | 10     | 6  | 11 |
| 3 |            | Butch Buchholz - Chuck McKinley | 6 | 8  | 4      | 11 |    |
| 3 |            | N. Pietrangeli - O. Sirola      | 3 | 10 | 6      | 13 |    |
| |            |                                 |   |    |        |    |    |
| 4 |            | Butch Buchholz                  | 1 | 2  | 8      | 6  | 4  |
| 4 |            | Nicola Pietrangeli              | 6 | 6  | 6      | 3  | 6  |
| |            |                                 |   |    |        |    |    |
| 5 |            | Barry MacKay                    | 7 | 3  | 6      |    |    |
| 5 |            | Orlando Sirola                  | 9 | 6  | 8      |    |    |
| |            |                                 |   |    |        |    |    |

#### Challenge round
La finale de la Coupe Davis 1960 se joue entre l'Australie et l'Italie.
| | Australie | 4                                   | -  | 1 | Italie |   |  |
| --- | --------- | ----------------------------------- | -- | - | ------ | - |  |
| White City Stadium, Sydney, Australie |           |                                     |    |   |        |   |  |
| du 26 au 28 décembre 1960 sur gazon (ext.) |           |                                     |    |   |        |   |  |
| \| 1 \| \| Neale Fraser \| 4 \| 6 \| 6 \| 6 \| \| \| 1 \| \| Orlando Sirola \| 6 \| 3 \| 3 \| 3 \| \| \| 2 \| \| Rod Laver \| 8 \| 6 \| 6 \| \| \| \| 2 \| \| Nicola Pietrangeli \| 6 \| 4 \| 3 \| \| \| \| 3 \| \| Roy Emerson - Neale Fraser \| 10 \| 5 \| 6 \| 6 \| \| \| 3 \| \| Nicola Pietrangeli - Orlando Sirola \| 8 \| 7 \| 2 \| 4 \| \| \| \| \| \| \| \| \| \| \| \| 4 \| \| Rod Laver \| 9 \| 6 \| 6 \| \| \| \| 4 \| \| Orlando Sirola \| 7 \| 2 \| 3 \| \| \| \| \| \| \| \| \| \| \| \| \| 5 \| \| Neale Fraser \| 9 \| 3 \| 6 \| 2 \| \| \| 5 \| \| Nicola Pietrangeli \| 11 \| 6 \| 1 \| 6 \| \| \| \| \| \| \| \| \| \| \| |           |                                     |    |   |        |   |  |
| 1 |           | Neale Fraser                        | 4  | 6 | 6      | 6 |  |
| 1 |           | Orlando Sirola                      | 6  | 3 | 3      | 3 |  |
| 2 |           | Rod Laver                           | 8  | 6 | 6      |   |  |
| 2 |           | Nicola Pietrangeli                  | 6  | 4 | 3      |   |  |
| 3 |           | Roy Emerson - Neale Fraser          | 10 | 5 | 6      | 6 |  |
| 3 |           | Nicola Pietrangeli - Orlando Sirola | 8  | 7 | 2      | 4 |  |
| |           |                                     |    |   |        |   |  |
| 4 |           | Rod Laver                           | 9  | 6 | 6      |   |  |
| 4 |           | Orlando Sirola                      | 7  | 2 | 3      |   |  |
| |           |                                     |    |   |        |   |  |
| 5 |           | Neale Fraser                        | 9  | 3 | 6      | 2 |  |
| 5 |           | Nicola Pietrangeli                  | 11 | 6 | 1      | 6 |  |
| |           |                                     |    |   |        |   |  |